# Ruprekha Banerjee
Ruprekha Banerjee (en Bengalí: রূপরেখা বানের্জী, nacida en 1984 en Agarpara) es una cantante hindú, una de las tres finalistas del evento musical "Fame Gurukul", que era uno de los programas de televisión más vistos en la India, junto con Rex D'Souza y Qazi Touqeer. El 20 de octubre de 2005, consiguió en obtener el primer premio, junto con Qazi Touqeer.
A lo largo de los 4 meses pasados en Gurukul, Ruprekha siempre se encontraba en el banquillo, aunque logró un buen desempeño. Algunas personas la han criticado su decisión por haber sido elegida ganadora, en la cuenta del hecho de que ella no siempre tenía un desempeño en el escenario a pesar de su estilo de cantar era muy bueno.
Su Álbum Debut "Yeh Pal", con Qazi Touqeer obtuvo un disco de doble platino en la India y ha vendido más de 5 millones de copias en todo el mundo.
Actualmente participa en un nuevo reality show transmitido por Star Plus llamado "Jo Jeeta Wohi Superstar" y "Royel Bengala Super Star" por Star JALSA. 

## Discografía
- Yeh Pal
- Karoon Kya
- Hero
- Meri Mehbooba
- Kehkashan
- Maddham
- Meri Choodiyaan

Álbum en bengalí:
- "BONDHU HOBE..." 2011 Puja album by Sagarika Super Hit...
- "Electronic A Krishna" she is performing with music directed by Indra
- "Rabindra Sangeet" album by Bickram Ghosh